# Lepidotheca robusta
Lepidotheca robusta är en nässeldjursart som beskrevs av Stephen D. Cairns 1991. Lepidotheca robusta ingår i släktet Lepidotheca och familjen Stylasteridae. Inga underarter finns listade i Catalogue of Life.